# Vicentino Prestes de Almeida
Vicentino Prestes de Almeida (ur. 1900 w Chiniquá, Rio Grande do Sul, Brazylia, zm. 28 października 1954 w São Pedro do Sul, Brazylia) – brazylijski paleontolog.

## Życiorys
Prestes był paleontologiem samoukiem. Począwszy od 1925 roku, pracował z wieloma odwiedzającymi paleontologami w Santa Maria i São Pedro do Sul w brazylijskim stanie Rio Grande do Sul.
Wiele skamieniałości zebranych przez niego znajduje się w muzeach w Porto Alegre, takich jak Júlio de Castilhos Museum, Museu de Ciências Naturais da Fundação Zoobotânica do Rio Grande do Sul ("Museum of Natural Sciences of the Rio Grande do Sul Zoobotanical Foundation"), Museum of Science and Technology (PUCRS) i Museum of Paleontology Irajá Damiani Pinto.
Friedrich von Huene nazwał mięsożernego triasowego gada Prestosuchus chiniquensis na cześć Prestesa (od nazwiska Prestes i Chiniquá, miejsca urodzenia).
Prestes zorganizował skamieniałości dla Instituto de Educação General Flores da Cunha i przyczynił się znacznie do powstania i rozwoju Geoparku Paleorrota.